# Duitse Rijksdagverkiezingen 1871
De Rijksdagverkiezingen van 1871 vonden op 3 maart 1871 plaats en waren de eerste rijksdagverkiezingen die in het Duitse Keizerrijk plaatsvonden. Stemgerechtigd waren 7,65 miljoen Duitsers, ongeveer 19,4% van de bevolking. De opkomst lag rond de 51%. Vanwege het censuskiesrecht was slechts de (mannelijke) bovenlaag van de bevolking (adel, patriciaat en rijke burgerij) gerechtigd om zijn stem uit te brengen.
De inwoners van het op Frankrijk tijdens de Frans-Duitse Oorlog veroverde Elzas-Lotharingen waren nog uitgesloten van stemrecht.
De verkiezingen mondden uit in een grote overwinning voor de conservatief-liberale Nationaal-Liberale Partij (Nationalliberale Partei). De NLP kreeg 30,2% van de stemmen, goed voor 125 zetels. De rooms-katholieke Centrumpartij (Zentrumspartei) werd met 61 zetels tweede.

## Uitslag
| Partij | zetels |
| --- | ------ |
| Nationaal-Liberale Partij (Nationalliberale Partei)                                                                                                | 125    |
| Centrumpartij (Zentrumspartei) | 61     |
| Conservatieve Partij (Konservative Partei) | 57     |
| Duitse Vooruitgangspartij (Deutsche Fortschrittspartei)                                                                                            | 46     |
| Duitse Rijkspartij (Deutsche Reichspartei) | 37     |
| Liberale Rijkspartij (Liberale Reichspartei) | 30     |
| Poolse Lijst (Polnische Liste) | 13     |
| Duits-Hannoveriaanse Partij (Deutsch-Hannoversche Partei)                                                                                          | 9      |
| Algemene Duitse Arbeidersvereniging/Sociaaldemocratische Arbeiderspartij (Allgemeiner Deutscher Arbeiterverein/Sozialdemokratische Arbeiterpartei) | 2      |
| Duitse Volkspartij (Deutsche Volkspartei) | 1      |
| Deense Lijst (Dänische Liste) | 1      |
| Bron: www.dhm.de |        |
| Totaal | 382    |

## Voetnoten
1. ↑  Vgl. het verschill in zetels tussen de NLP en het Centrum!